# Castello di Purila
Il Castello di Purila (in estone: Purila Manor) è un complesso edilizio situato in Estonia.
L'originale Purila Manor fu costruito a Purila nella contea di Rapla e viene menzionato per la prima volta nel 1513. Nel XVI venne donato dal re Enrico IV di Svezia ad Johann Kosküll. Durante la sua storia subì vari cambiamenti di proprietà e venne più volte modificato e ricostruito, tra cui ultima volta negli anni '30.
Nel giugno 1998 è stato inserito nel registro dei monumenti culturali dell'Estonia.